# 大阪家庭裁判所
大阪家庭裁判所（おおさかかていさいばんしょ）は、大阪府大阪市にある日本の家庭裁判所の一つで、大阪府を管轄している。略称は、大阪家裁（おおさかかさい）。堺、岸和田に支部を置いている。

## 概説
大阪家庭裁判所には大阪市中央区に置かれている本庁のほか、堺市および岸和田市に家庭裁判所と地方裁判所の支部を設置している。

## 所在地
- 本庁：大阪府大阪市中央区大手前4丁目1-13　北緯34度40分58秒 東経135度31分9秒 / 北緯34.68278度 東経135.51917度

地下鉄谷町線・中央線谷町四丁目駅下車。2番出口から徒歩150m。
シティバス(101・102系統)馬場町下車。徒歩250m。
- 堺支部：大阪府堺市堺区南瓦町2-28　北緯34度34分24.5秒 東経135度28分55秒 / 北緯34.573472度 東経135.48194度

南海高野線堺東駅下車徒歩5分。
南海本線堺駅にて南海「堺シャトルバス」に乗換。堺市役所前下車すぐ。
- 岸和田支部：大阪府岸和田市加守町4丁目27-2　北緯34度28分19秒 東経135度23分35.5秒 / 北緯34.47194度 東経135.393194度

南海本線春木駅下車。徒歩12分。
阪和線久米田駅・南海泉北線和泉中央駅から南海ウイングバス(662・664系統岸和田駅前行き)利用。中央公園前下車。徒歩150m。

## 管轄
- 本庁
  - 大阪市、豊中市、池田市、吹田市、高槻市、守口市、枚方市、茨木市、八尾市、寝屋川市、大東市、箕面市、門真市、摂津市、東大阪市、四條畷市、交野市、三島郡島本町、豊能郡豊能町、能勢町
- 堺支部
  - 堺市、富田林市、河内長野市、松原市、柏原市、羽曳野市、高石市、藤井寺市、大阪狭山市、南河内郡太子町、河南町、千早赤阪村
- 岸和田支部
  - 岸和田市、泉大津市、貝塚市、泉佐野市、和泉市、泉南市、阪南市、泉北郡忠岡町、泉南郡熊取町、田尻町、岬町

※ただし、岸和田支部管内の合議事件・少年事件は堺支部でそれぞれ取り扱う。

### その他
16歳未満の子が国境を越えて不法に日本へ連れ去られた場合などにおける子の返還に関する紛争事件を本庁が専属で取り扱う。（子の住所地が京都、滋賀、奈良、和歌山の各府県以西にある場合）

## 職員による事件
2018年（平成30年）、大阪家庭裁判所に所属する家庭裁判所調査官が、調査を担当した未成年男性のプライバシーを侵害する論文を執筆していたことが発覚した。一審・東京地方裁判所は男性側の請求を棄却したが、二審・東京高等裁判所は、裁判所の責任を認め、国に30万円の賠償責任があると結論づけた。

## 歴代所長
任期の後ろは後職
- 上野茂（1997年 - 1999年 大阪地方裁判所所長）
- 栗原宏武（2001年 - 2004年 定年退官、大阪府公安委員会委員長、関西大学名誉教授、学校法人関西大学顧問）
- 中田昭孝（2004年9月 - 2007年4月 定年退官、京都大学大学院法学研究科教授、弁護士）
- 林醇（2007年4月 - 2008年9月 高松高等裁判所長官）
- 中路義彦（2008年9月 - 2012年2月 定年退官）
- 松本芳希（2012年2月 - 2013年11月 高松高等裁判所長官）
- 小野憲一（2016年 - 2017年 大阪地方裁判所所長）
- 中川博之（2017年6月 - 2019年12月 定年退官）
- 田中俊次（2019年12月 - 2021年6月 定年退官）
- 森純子 (2021年6月 - )